# Schaal Sels 2019
La Schaal Sels Merksem-Johan Museeuw Classic 2019, novantatreesima edizione della corsa, valida come evento dell'UCI Europe Tour 2019 categoria 1.1, si è svolta il 25 agosto 2019 su un percorso di 128 km. È stata vinta dall'italiano Attilio Viviani, che ha concluso la gara in 2h53'16" alla media di 44,32 km/h, precedendo i belgi Timothy Dupont e Michael Van Staeyen, arrivati rispettivamente secondo e terzo.
Dei 149 ciclisti alla partenza sono stati 97 a portare a termine la gara.

## Squadre partecipanti
| N.      | Cod. | Squadra                    |
| ------- | ---- | -------------------------- |
| 1-7     | WGG  | Wanty-Gobert Cycling Team  |
| 11-17   | SVB  | Sport Vlaanderen-Baloise   |
| 21-27   | COC  | Corendon-Circus            |
| 31-37   | WVA  | Wallonie Bruxelles         |
| 41-46   | COF  | Cofidis, Solutions Crédits |
| 51-57   | ICA  | Israel Cycling Academy     |
| 61-67   | ROC  | Roompot-Charles            |
| 71-76   | TDE  | Total Direct Énergie       |
| 81-86   | VCB  | Vital Concept-B&B Hotels   |
| 91-97   | BRT  | BEAT Cycling Club          |
| 101-107 | DHB  | Canyon dhb p/b Bloor Homes |
| 111-117 | LKT  | LKT Team Brandenburg       |

| N.      | Cod. | Squadra                   |
| ------- | ---- | ------------------------- |
| 121-127 | VIV  | Massi Vivo-Grupo Oresy    |
| 131-137 | MET  | Metec-TKH CC p/b Mantel   |
| 141-147 | MTA  | Monkey Town-à Bloc CT     |
| 151-157 | SEG  | SEG Racing Academy        |
| 161-166 | STF  | Start Cycling Team        |
| 171-177 | TIS  | Tarteletto-Isorex         |
| 181-187 | CIB  | Cibel                     |
| 191-197 | TCO  | Team Coop                 |
| 201-207 | LKH  | Team Lotto-Kern Haus      |
| 211-217 | SVL  | Sauerland NRW-SKS Germany |
| 221-227 | VLA  | Vlasman Cycling Team      |

## Ordine d'arrivo (Top 10)
| Pos. | Corridore           | Squadra      | Tempo    |
| ---- | ------------------- | ------------ | -------- |
| 1    | Attilio Viviani     | Cofidis      | 2h53'16" |
| 2    | Timothy Dupont      | Wanty        | s.t.     |
| 3    | Michael Van Staeyen | Roompot      | s.t.     |
| 4    | Adrien Petit        | Total Direct | s.t.     |
| 5    | Aksel Nõmmela       | Wallonie     | s.t.     |
| 6    | Alberto Dainese     | SEG Racing   | s.t.     |
| 7    | Ryan Christensen    | Canyon dhb   | s.t.     |
| 8    | Christophe Noppe    | Vlaanderen   | s.t.     |
| 9    | Zakkari Dempster    | Israel       | s.t.     |
| 10   | Benjamin Declercq   | Vlaanderen   | s.t.     |